# Stylinodontidae
Stylinodontidae – rodzina wymarłych ssaków z grupy teniodontów. Ich rozwój nastąpił w paleocenie, kiedy to, posiadając początkowo rozmiary oposa, osiągnęły wymiary małego niedźwiedzia

## Podrodziny i rodzaje
- - Onychodectes
  - Conoryctella
- Podrodzina Conoryctinae
  - Huerfanodon
  - Conoryctes
- Podrodzina Stylinodontinae
  - Schochia
  - Wortmania
  - Psittacotherium
  - Ectoganus
  - Stylinodon